# Wonderful Rush
《Wonderful Rush》是μ's的单曲第5作，于2012年9月5日由Lantis发行。主唱根据第4回总选举投票结果由南琴梨担任。角色的排列顺亦反映了第4回总选举的结果。CD收录了乐曲及广播剧，DVD收录了《Wonderful Rush》的PV。

## 概要
电视动画开播前最后一张单曲，后收录于《μ's Best Album Best Live! collection》中，其中B面曲《Oh, Love & Peace!》被用作《Love Live!》动画第二季第13话的插曲。词作者畑亞貴表示，《Wonderful Rush》表现出的是“还没有变成大家的μ's之前的，只属于我们自己的μ's”。初回生产期间随机封入μ's人物卡片一张（共9种），CD同时提供可替换封面。此外，在Animate、GAMERS和Comic虎之穴等店铺购买的消费者还可获得相应店铺的限量版特典。另外，在《Love Live! 学园偶像天国》中收录了《Wonderful Rush!》的Remix版（《Wonderful Rush (Hevey-Rush Mix)》），该曲被收录于《μ's Best Album Best Live! Collection Ⅱ》中。

## 收录曲目
收录内容中vocal曲以粗体表示，标记▲符号的是广播剧。
- CD

1. Wonderful Rush [4:44]
  - 作詞：畑亞貴，作曲、編曲：河田貴央

2. Oh, Love & Peace! [5:01]
  - 作詞：畑亞貴，作曲、編曲：黑須克彦

3. Wonderful Rush（Off Vocal）
4. Oh, Love & Peace!（Off Vocal）
5. ▲ [8:59]
6. ▲ [8:04]
7. ▲ [12:15]
8. ▲ [8:30]
  - 原案：公野樱子，脚本：子安秀明，出演：μ's

- DVD

1. Wonderful Rush [6:23]
  - PV以機場爲舞臺，主要剧情为南小鸟忘记取东西而在登机前急忙回家。

## 音乐影片制作团队
- 企画：日昇動畫
- 原作：矢立肇
- 原案：公野櫻子
- 分镜、演出、監督：京極尚彥
- 角色設計：室田雄平
- 設計工作：西田亞沙子
- 作画监督：西田亞沙子、室田雄平
- 美術監督：德田俊之
- 佈景設計：高橋武之
- 色彩設計：
- CG製作人：西川和宏（日语：西川和宏 (CG)）
- CG动画：DandeLion Animation Studio（日语：ダンデライオンアニメーションスタジオ）
- 攝影監督：葛山剛士
- 編集：今井大介
- 音響監督：明田川仁
- 音樂製作：Lantis
- 音樂製作人：伊藤善之
- 製作人：平山理志、斋藤滋、高野希義（日语：高野希義）
- 舞蹈編排：Mai
- 製作：Project Love Live!（日昇動畫、Lantis、KADOKAWA、ASCII Media Works）

## 专辑收录
| 曲名                            | 專輯                                       | 發售日        | 備註   |
| ------------------------------- | ------------------------------------------ | ------------- | ------ |
| Wonderful Rush                  | 《μ's Best Album Best Live! collection》   | 2013年1月9日  | 精選輯 |
| Oh, Love & Peace!               | 《μ's Best Album Best Live! collection》   | 2013年1月9日  | 精選輯 |
| Wonderful Rush (Hevey-Rush Mix) | 《μ's Best Album Best Live! Collection Ⅱ》 | 2015年5月27日 | 精選輯 |